# 산타가타데고티
산타가타데고티(이탈리아어: Sant'Agata de' Goti)는 이탈리아 캄파니아주 베네벤토도의 코무네다. 나폴리로부터 북동쪽 35km 베네벤토로부터 서쪽 25km 거리에 위치해있다.

## 같이 보기
- 이탈리아의 로마 가톨릭 교구 목록